# Fredrik Birging
Hans Fredrik Eugén Birging, född 28 december 1965 i Timmele, har varit en svensk nyhetschef på MTG Radio och sände nyheter i Rix FM, Lugna Favoriter och Star FM. Han har även varit den "fjärde medlemmen" i Rix MorronZoo. Är numera reporter och programledare på SR P4 Västernorrland.

## Bakgrund
Fredrik Birging är uppväxt i Uddevalla, där hans far Yngve Birging var kyrkoherde i Uddevalla kyrka. Från början hade han velat bli skådespelare. Han tog dramalektioner på gymnasiet och gick därefter på Ingesunds folkhögskola i Arvika. Men efter fem försök att komma in på scenskolan gav han upp. Istället gick han en tv-utbildning på Medieskolan i Stockholm, vilket ledde till jobb som nyhetsankare på TV3 Direkt.
Han har även varit programledare för  Mayday, Mayday på 1990-talet, Fröken Sverige 2003 och STCC 2004. Han medverkade också i humorprogrammet Godafton Sverige 2003. Fredrik Birging medverkar även som berättarröst i tv-programmet Du är vad du äter på TV3. I ett avsnitt var han med som huvudperson. Tidigare var han nyhetsankare på Aftonbladet TV7.
Under en period arbetade han även som begravningsentreprenör.